# سید اسماعیل خطیب
سید اسماعیل واعظی مشهور به سید اسماعیل خطیب (زاده ۱۳۴۰ در قائنات) روحانی شیعه و سیاستمدار ایرانی است که از سال ۱۴۰۰ سمت وزیر اطلاعات را برعهده دارد. برخی از منابع وی را به‌عنوان یک روحانی تندرو و نزدیک به سپاه پاسداران و سید علی خامنه‌ای می‌شناسند.

## وزارت اطلاعات
سید اسماعیل خطیب در ۳ شهریور ۱۴۰۰ از سوی سید ابراهیم رئیسی به‌عنوان وزیر پیشنهادی اطلاعات در دولت سیزدهم به مجلس شورای اسلامی معرفی شد و با تعداد ۲۲۲ رأی موافق، ۴۸ رأی مخالف و ۱۷ رأی ممتنع از مجلس شورای اسلامی برای تصدی وزارت اطلاعات رأی اعتماد گرفت. او همچنین وزیر اطلاعات در کابینهٔ دولت چهاردهم است.

## سوابق امنیتی و اطلاعاتی
پس از شکل‌گیری سپاه پاسداران انقلاب اسلامی خطیب از جملهٔ پیشگامان در سازمان اطلاعات سپاه پاسداران انقلاب اسلامی در سال‌های ۱۳۵۹–۱۳۶۰ بود. او در سال ۱۳۷۰ ریاست اداره کل اطلاعات قم را بر عهده گرفت، سپس خطیب به عنوان رئیس حفاظت دفتر رهبر جمهوری اسلامی مستقر در قم منصوب شد ولی با تلاش صادق آملی لاریجانی وی از دفتر رهبری به قوه قضائیه منتقل شد و با حکم وی از سال ۱۳۹۱ تا ۱۳۹۸ با توجه به سوابق اطلاعاتی اش ریاست مرکز حفاظت و اطلاعات قوه قضاییه بر عهده داشته است. نقش وی در این دوره در سپاه دقیقاً مشخص نیست؛ اما گفته می‌شود در همکاریِ نزدیکی با محسن رضایی در جلوگیری از به نتیجه رسیدن شورش کردها در ایران (۱۳۵۹–۱۳۵۷) داشته است.

## سوابق علمی
اسماعیل خطیب از شاگردان سید علی خامنه‌ای، فاضل لنکرانی، مکارم شیرازی و مصباح یزدی است. اگرچه خطیب در امور اطلاعاتی و امنیتی سابقهٔ فراوانی داشته اما، تحصیلات او صرفاً در حوزهٔ فقه اسلامی بوده و ارتباطی با مطالعات اطلاعاتی یا علوم سیاسی نداشته است.

## تحریم
سید اسماعیل خطیب در ۱۸ شهریور ۱۴۰۱ (۹ سپتامبر ۲۰۲۲) به دلیل انجام فعالیت سایبری علیه ایالات متحده آمریکا و متحدانش توسط وزارت خزانه داری آمریکا تحریم شد. این تحریم بعد از حملهٔ سایبری به آلبانی، مقر فعلی سازمان مجاهدین خلق ایران صورت گرفت. آمریکا، ایران را مسئول این حملات می‌داند اما وزارت خارجه ایران این ادعا را رد کرد.